# David Mukuna-Trouet
David Mukuna-Trouet (2 oktober 2001) is een Belgisch voetballer die in het seizoen 2024/25 door KAA Gent wordt uitgeleend aan Racing Club Gent.

## Carrière
Mukuna-Trouet genoot zijn jeugdopleiding bij White Star Bruxelles en Lierse SK. Na het faillissement van laatstgenoemde vond hij onderdak bij Wallonia Walhain. In augustus 2020 kreeg hij een contract bij Beerschot VA, waar hij aanvankelijk bij de beloften zou aansluiten. Mukuna-Trouet stroomde echter vrij snel door naar het eerste elftal. Op 17 oktober 2020 maakte hij zijn debuut in de Jupiler Pro League tegen Sint-Truidense VV: in de 76e minuut viel hij bij een 6-3-tussenstand in voor Tarik Tissoudali.
In februari 2021 ondertekende Mukuna-Trouet, die op dat moment drie keer had mogen invallen in de Jupiler Pro League, zijn eerste profcontract bij Beerschot. Hij tekende tot medio 2022, met optie op twee extra seizoenen. Het bleek niet de voorbode van het seizoen van de doorbraak, want in het seizoen 2021/22 – waarin Beerschot laatste eindigde – kwam hij niet verder dan twee invalbeurten in de competitie en één in de Beker van België.
Op 12 april 2022 maakte KAA Gent bekend dat Mukuna-Trouet een contract had ondertekend. Gent communiceerde erbij dat Mukuna-Trouet aanvankelijk zou aansluiten bij de beloften. In zijn debuutseizoen voor Jong KAA Gent, het beloftenelftal van Gent dat in het seizoen 2022/23 instroomde in Eerste nationale, speelde hij tien competitiewedstrijden, waarin hij twee keer scoorde. In zijn eerste officiële wedstrijd, op 24 september 2022 tegen OH Leuven U23, trof hij meteen raak. Zijn mooie start ten spijt werden zijn eerste twee seizoenen bij Gent overschaduwd door blessureleed: in het seizoen 2023/24 speelde hij zelfs geen enkele officiële wedstrijd.
In juni 2024 werd Mukuna-Trouet door Gent voor een seizoen uitgeleend aan stadsgenoot Racing Club Gent.

## Clubstatistieken
| Seizoen         | Club               | Land            | Competitie           | Competitie | Competitie | Beker | Beker | Supercup | Supercup | Europees | Europees | Totaal | Totaal |
| Seizoen         | Club               | Land            | Competitie           | Wed.       | Dlp.       | Wed.  | Dlp.  | Wed.     | Dlp.     | Wed.     | Dlp.     | Wed.   | Dlp.   |
| --------------- | ------------------ | --------------- | -------------------- | ---------- | ---------- | ----- | ----- | -------- | -------- | -------- | -------- | ------ | ------ |
| 2020/21         | Beerschot VA       | Vlag van België | Eerste klasse A      | 7          | 0          | 0     | 0     | —        | —        | —        | —        | 7      | 0      |
| 2021/22         | Beerschot VA       | Vlag van België | Eerste klasse A      | 2          | 0          | 1     | 0     | —        | —        | —        | —        | 3      | 0      |
| 2022/23         | Jong KAA Gent      | Vlag van België | Eerste nationale     | 10         | 2          | —     | —     | —        | —        | —        | —        | 10     | 2      |
| 2023/24         | Jong KAA Gent      | Vlag van België | Eerste nationale     | 0          | 0          | —     | —     | —        | —        | —        | —        | 0      | 0      |
| 2024/25         | → Racing Club Gent | Vlag van België | Tweede afdeling VV A | 15         | 11         |       |       | —        | —        | —        | —        | 15     | 11     |
| Carrière totaal | Carrière totaal    | Carrière totaal | Carrière totaal      | 34         | 13         | 1     | 0     | 0        | 0        | 0        | 0        | 35     | 13     |

Bijgewerkt op 8 januari 2025.

## Familie
- Mukuna-Trouet is de kleinzoon van Léon Mokuna, die destijds de eerste Afrikaanse voetballer in de Belgische competitie was.[9]